# Catalina de María Rodríguez
Catalina de María Rodríguez (ur. 27 listopada 1823 w Córdobie jako Josefa Saturnina Rodríguez, zm. 5 kwietnia 1896 tamże) – argentyńska zakonnica, założycielka Zgromadzenia Sióstr Służebnic Najświętszego Serca Jezusa, błogosławiona Kościoła katolickiego.

## Życiorys
Urodziła się w środkowej części Argentyny, jako trzecie z czwórki dzieci Hilario Rodrígueza Orduña (1791–1832) i Cataliny Montenegro (1803–1826). Tego samego dnia, w miejscowej katedrze przyjęła swój pierwszy sakrament. Gdy przyszła błogosławiona miała 3 lata, zmarła jej matka, krótko po narodzinach najmłodszego dziecka i była wychowywana razem z młodszym rodzeństwem przez ciotkę.
Jako 17 letnia dziewczyna rozpoczęła odprawianie rekolekcji wg metody św. Ignacego Loyoli, po czym zapragnęła zostać zakonnicą. Za namową swojego ojca duchownego poślubiła wdowca Manuela Antonio Zavalię, wychowując jego dwoje dzieci Benito i Deidamia. Tam, gdzie przebywała ze swoim mężem pułkownikiem, pokazywała, że rodzina jest dla niej najważniejsza. W 1872, czyli po śmierci swojego męża, spełniła swoje marzenie, zakładając po raz pierwszy w Argentynie zgromadzenie Służebnic Serca Jezusowego, poświęcające aktywnemu życiu apostolskiemu. Podczas jej zakonnego życia zaprzyjaźniła się z późniejszym świętym Józefem Brochero.
W 1896, podczas trwania Wielkiego Tygodnia jej stan zdrowia się pogorszał. W Wielki Czwartek po raz ostatni przyjęła Sakrament pokuty i pojednania. Zmarła w Niedziele Wielkanocną 5 kwietnia w Córdoba i jej ciało zostało złożone w prezbiterium kaplicy Domu Służebnic Serca Jezusowego.
W 1941 rozpoczął się jej proces beatyfikacyjny. W 1997 papież Jan Paweł II podpisał dekret o heroiczności jej cnót. W maju 2017 roku został podpisany przez papieża Franciszka dekret o jej cudzie. 25 listopada tego roku została wpisana w poczet błogosławionych przez kard. Angelo Amato podczas eucharystii w rodzinnej miejscowości błogosławionej zakonnicy.
Jej wspomnienie liturgiczne wyznaczono na 5 kwietnia (dies natalis).